# Йосаф Джавахішвілі (єпископ)
Йоса́ф Джавахішві́лі (відомий також як Йоасаф Могильовський, в миру князь Володимир Жевахов, або Джавахішвілі, 24 листопада 1874, маєток Линовиця, Пирятинський повіт, Полтавська губернія — 4 грудня 1937, Курськ, Російська імперія) — єпископ Відомства православного віросповідання Російської імперії, єпископ Могильовський. Брат-близнюк Микола Жевахов (1874-1938).

## Біографія
Народився в родині князя Давида Жевахова, вихідця з грузинського князівського роду Джавахішвілі, батько якого, князь Дмитро Жевахов, був одружений з Любов'ю (уродженою Горленко), правнучкою двоюрідного брата святителя Іоасафа Білгородського. Дитинство і юність провів у батьківському маєтку Линовиця і в Києві, де у матері був будинок.
У 1899 році закінчив юридичний факультет Київського університету.
З 1900 року служив в Київській судовій палаті.
У 1902-1914 роках — почесний мировий суддя по Пирятинському, потім по Київському повіту. Був учасником монархічного руху.
З жовтня 1908 року — дійсний член Православного місіонерського товариства. Член-засновник Православного Камчатського братства, заснованого ієромонахом Нестором Анісімовим.
З 1910 року — член комісії з влаштування раки для чесних мощей святителя Белгородського Іоасафа Горленко, свого далекого родича. З ім'ям святителя Іоасафа Жевахова пов'язує духовно-цензурну діяльність, в рамках якої 4 (17) серпня 1912 князь допустив до публікації партитуру «Молитви святого Іоасафа Білгородського» і «Гімну святителю Іоасафу Білгородському» на вірші Олександри Платонової українського композитора А . П. Орловського
З 1911 року — старший радник Київського губернського правління, потім — чиновник особливих доручень при Київському, Подільському і Волинському генерал-губернаторі.
У 1911 році був ініціатором розкопок стародавніх чернечих печер в передмісті Києва, яке називалося «Звіринець». При печерах був заснований Звіринецький скит, почесним попечителем якого став князь Жевахов.
З 1912 року — почесний член Курського Знаменсько-Богородичного місіонерсько-просвітницького братства.
У грудні 1913 року в Звіринецькому скиті була освячена церква в ім'я Різдва Пресвятої Богородиці, старостою якої став Жевахов, а 29 серпня 1914 був освячений боковий вівтар на честь святителя Белгородського Іоасафа.
Після революції був змушений переховуватися, в тому числі в Звіринецькому скиті. Потім працював в Українській академії наук.
У 1924 році був вперше заарештований і сім місяців провів у в'язниці Києва. Відразу після звільнення Жевахов звернувся з листом до патріарха Тихона з проханням благословити його на прийняття чернецтва: «Після пережитої в поточному році Голгофи, що виразилася в піврічному ув'язнення, я відчув всю необхідність Воскресіння до нового життя і безповоротно вирішив, абсолютно пішовши зі світу, залишок днів своїх присвятити Богу».
26 грудня 1924 року в Звіринецькому скиті єпископом Уманським Макарієм Кармазіним був пострижений у чернецтво з ім'ям Іоасаф в честь Іоасафа Білгородського і висвячений у сан ієромонаха.
З 6 липня 1926 року — єпископ Дмитрівський, вікарій Курської єпархії.
Незабаром був заарештований і в 1926-1929 роках перебував в ув'язненні в Соловецькому таборі особливого призначення. Після табору три роки провів у засланні в Наримському окрузі (Східно-Сибірський край).
Був послідовним прихильником митрополита Сергія.
З 19 вересня 1932 року — єпископ П'ятигорський. З 28 жовтня 1932 року — єпископ Чебоксарський. Від призначення відмовився.
З 29 червня 1934 року — єпископ Могильовський. З 1936 року також керував Мінською єпархією.
Потім жив у Білгороді, 16 жовтня 1936 був арештований і висланий в місто Боровичі Новгородської області, де жила його сестра. У 1937 році зміг ненадовго повернутися в Білгород.
У 1937 році заарештований УНКВС по Курській області за звинуваченням в «керівництві контрреволюційною фашистською організацією церковників». Зокрема, був звинувачений в тому, що назвав вбивство Кірова «заслуженою карою» за розстріли, які проводилися за наказом Кірова. 4 грудня 1937 засуджений трійкою УНКВС по Курській області і в той же день розстріляний.

## Канонізація і вшанування
17 липня 2002 визначенням Священний синод Російської православної церкви ім'я включено в Собор новомучеників і сповідників Російських.
17 вересня 2014 року в Преображенському кафедральному соборі начальник управління ФСБ по Білгородській області Олег Южаков в присутності митрополита Білгородського і Старооскільського Іоанна Попова передав митрополиту Курському і Рильському Герману Мораліну копію кримінальної справи, порушеної в 30-х роках по відношенню до єпископа Іоасафа Жевахова.

## Праці
- Молитва святителя Іоасафа, Білгородського і Чудотворця (1705-54). (Досвід крат. Кому.). Видання 2-е, доп. Київ, 1912;
- Те ж. З додатком нарису С. О. Нілуса про М. О. Мотовилова і статтею О. Д. Ертеля «Стародавні печери на Звіринці в Києві»;
- Те ж. Видання 3-тє, доп. життєписом святителя. Київ, 1915;
- Родовід розпис роду князів Жевахових. Київ, 1914.